# Омбијавије
Омбијавије (фр. Ambiévillers) насеље је и општина у источној Француској у региону Франш-Конте, у департману Горња Саона која припада префектури Лир.
По подацима из 2011. године у општини је живело 81 становника, а густина насељености је износила 6,59 становника/km². Општина се простире на површини од 12,3 km². Налази се на средњој надморској висини од 296 метара (максималној 492 m, а минималној 242 m).

## Демографија
| 1962. | 1968. | 1975. | 1982. | 1990. | 1999. | 2011. |
| ----- | ----- | ----- | ----- | ----- | ----- | ----- |
| 130   | 158   | 115   | 99    | 107   | 106   | 81    |

График промене броја становника у току последњих година